# Agnes Bruckner

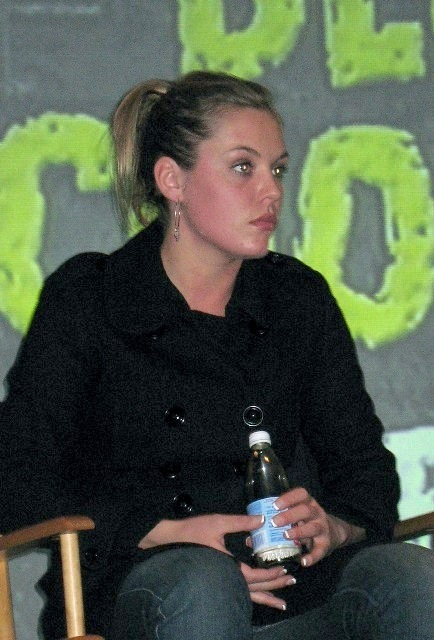
Agnes Bruckner (2007)

Agnes Bruckner (* 16. August 1985 in Hollywood, Kalifornien) ist eine US-amerikanische Schauspielerin.

## Leben
Bruckner hat einen ungarischen Vater und eine russische Mutter; ihr Großvater väterlicherseits war Deutscher; ihre Eltern kamen 1984 in die USA. Bruckner debütierte 1997 im Kurzfilm Girl. In dem für den Videomarkt produzierten Science-Fiction-Abenteuerfilm Shandar – Das Geheimnis der verborgenen Stadt (1998) spielte sie eine der größeren Rollen. Im Thriller The Glass House (2001) war sie an der Seite von Leelee Sobieski zu sehen.
Im Filmdrama Blue Car – Poesie des Sommers (2002) übernahm Bruckner die Hauptrolle einer High-School-Schülerin, die eine Affäre mit ihrem Lehrer hat. Für diese Rolle wurde sie 2004 für den Independent Spirit Award nominiert. Für ihre Rolle im Thriller Mord nach Plan (2002), in dem sie an der Seite von Sandra Bullock spielte, wurde sie 2003 für den Young Artist Award nominiert. Im Filmdrama Dreamland spielte sie die Hauptrolle, für die sie – gemeinsam mit Kelli Garner – auf dem Method Fest Independent Film Festival mit zwei Preisen ausgezeichnet wurde.
Es folgten weitere Film- und Fernsehrollen, ihr Schaffen umfasst mehr als 50 Produktionen. 2013 übernahm sie die Hauptrolle der Anna Nicole Smith in der Filmbiografie Anna Nicole – Leben und Tod eines Playmates.

## Filmografie (Auswahl)
- 1997–1999: Reich und Schön (The Bold And The Beautiful, Fernsehserie, unbekannte Anzahl)
- 1998: Shandar – Das Geheimnis der verborgenen Stadt (The Shrunken City)
- 2001: The Glass House
- 2002: Alias – Die Agentin (Alias, Fernsehserie, 2 Folgen)
- 2002: Blue Car – Poesie des Sommers (Blue Car)
- 2002: Home Room
- 2002: Mord nach Plan (Murder by Numbers)
- 2003: Rick
- 2003: 24 (Fernsehserie, 5 Folgen)
- 2004: Stateside
- 2004: Haven
- 2004: The Iris Effect
- 2005: Venom – Biss der Teufelsschlangen (Venom)
- 2006: The Woods
- 2006: Peaceful Warrior
- 2006: Dreamland
- 2007: Blood and Chocolate
- 2008: Motel: The First Cut (Vacancy 2: The First Cut)
- 2009: Private Practice (Fernsehserie, 5 Folgen)
- 2009: Kill Theory
- 2011: The Craigslist Killer
- 2012: The Pact
- 2012: The Baytown Outlaws
- 2012: Wild Beasts (Breaking the Girls)
- 2012: Covert Affairs (Fernsehserie, 2 Folgen)
- 2013: Anna Nicole – Leben und Tod eines Playmates (Anna Nicole, Fernsehfilm)
- 2013: Wrong Cops
- 2014: A Bit of Bad Luck
- 2015: There Is a New World Somewhere
- 2015: Once Upon a Time – Es war einmal … (Fernsehserie, 5 Folgen)
- 2015: The Returned (Fernsehserie, 10 Folgen)
- 2019: Back Fork
- 2019: Immortal
- 2019: The Murder of Nicole Brown Simpson
- 2020: The 11th Green